# The Terror (romanzo)
The Terror (pubblicato in italiano anche come La scomparsa dell'Erebus) è un romanzo storico dagli sviluppi horror e fantastici, ispirato a eventi storici documentati, scritto da Dan Simmons e pubblicato nel 2007.

## Trama
Il romanzo - con rispetto per le fonti storiche e le testimonianze raccolte e documentate dagli studiosi nel corso degli anni - ricostruisce gli eventi che circondano l'ultimo viaggio compiuto dal comandante inglese sir John Franklin, che nel 1845 salpò al comando di due navi della Marina Britannica, l'ammiraglia Erebus e la Terror, vascelli già reduci di importanti imprese nell'Antartide, ed ora ulteriormente ed appositamente equipaggiati per affrontare i rigori dell'inverno artico, con a bordo un equipaggio di complessivi 129 uomini tra ufficiali, marinai e specialisti civili. La missione di sir John Franklin era quella di proseguire nella ricerca ed esplorazione del cosiddetto Passaggio a nord-ovest. La spedizione non ebbe successo. Né le navi, né alcun superstite dell'equipaggio fu mai ritrovato dalle molte spedizioni di salvataggio intraprese negli anni successivi al 1849: mai si sono potuti ricostruire, se non parzialmente, i dettagli della tragedia.
Dopo la morte dello stesso capo spedizione (sir John Franklin perì infatti nel giugno del 1847 e fu sepolto sulle coste occidentali dell'isola di Re Guglielmo) e dopo aver abbandonato le navi, rimaste incagliate per oltre due anni consecutivi nel ghiaccio a nord ovest della medesima isola, prima del disgelo dell'estate del 1848 i sopravvissuti dell'equipaggio hanno intrapreso un disperato cammino sulla banchisa e poi sulla terraferma, per spingersi a sud e arrivare prima dell'inverno nel territorio canadese. Durante quel viaggio interminabile, scomparvero per sempre, la maggior parte di loro senza lasciare traccia.
L'autore del romanzo immagina ed arricchisce tutte le parti rimaste inspiegate e prive di documentazione, ricostruendo così tutti i dettagli della lunga e sfortunata vicenda, e gli ultimi anni di vita degli uomini dell'equipaggio, con particolare attenzione al destino di alcuni di loro, tra cui il capitano irlandese Francis Crozier, comandante della Terror, che dopo la morte di sir John assunse il comando della spedizione.
La narrazione segue con cura tutte le fasi della progressiva discesa agli inferi vissuta dall'equipaggio, costretti a combattere con i rigori di un clima avverso e con le conseguenze terribili dell'azione del freddo estremo sul corpo umano, con la difficoltà di razionare combustibili ed alimenti, con il progressivo propagarsi dello sfinimento psicofisico e delle malattie (tra cui lo scorbuto ed il botulismo), con il malcontento, la paura e gli inevitabili tentativi di ammutinamento.
Ma oltre a tutto ciò, in quelle terre desolate ed inospitali, durante le interminabili ore della notte invernale artica, gli uomini delle due navi si devono confrontare con una realtà inattesa e spaventosa. In quei territori estremi, dove l'uomo bianco è sostanzialmente un estraneo, in mezzo alle poche altre creature note (come gli orsi polari), si aggira anche un esemplare di predatore misterioso, ignoto alla scienza, una belva di grandi dimensioni solo parzialmente simile ad un orso, ma molte volte più grande, dotato di una voracità inesauribile e di un'intelligenza superiore. Questa creatura dei ghiacci dal mimetico mantello bianco inizia a sbranare uno ad uno gli uomini delle navi, tenendosi perennemente in agguato nel buio dei ghiacci, pronto a ghermire nei momenti più inattesi le vittime rimaste incautamente sole o isolate. E ben presto comincia ad aprirsi un varco per cercare di introdursi anche all'interno delle stive delle navi bloccate.
Il capitano Crozier combatte contro questa realtà avversa senza lasciare che la disperazione abbia il sopravvento, ben consapevole però che la battaglia per la sopravvivenza sua e del suo sfortunato equipaggio ha probabilità di successo sempre più scarse. Man mano che le vittime aumentano, l'uomo comprende di dover affrontare un segreto che va oltre la sua comprensione umana, un segreto a mala pena compreso e custodito dalla popolazione esquimese che vive in quelle lande, che ne ha fatto parte dalla propria religione e della propria mitologia. Gli indigeni hanno imparato a venerare e temere le proprie impietose e feroci divinità, in particolare il mostruoso ed implacabile Tuunbaq, il Dio che Cammina.

## Personaggi principali
Tutti i nominativi dei personaggi descritti nel romanzo come componenti la missione sono tratti dal ruolo di imbarco degli autentici equipaggi delle navi Erebus e Terror e quindi sono persone realmente esistite e scomparse all'esito della missione.
- sir John Franklin, è un noto esploratore britannico e comandante della spedizione delle due navi. Nel romanzo, lo scrittore ne traccia un ritratto non del tutto positivo, inventando un'ambizione e una sua scarsa esperienza pratica che non trovano riscontro nelle fonti documentali, anzi Franklin aveva già preso parte a molte altre spedizioni. Franklin è una delle prime vittime della mostruosa Creatura che abita la Terra di Guglielmo e che perseguita anche molto tempo dopo la sua morte l'equipaggio delle due navi.
- cap. Francis Rawdon Moria Crozier, irlandese, vero protagonista dell'opera, inizialmente è solo comandante della Terror, subentra al comando della spedizione dopo la morte di sir John. L'alcolismo di cui soffre nel romanzo è un'invenzione dell'autore. Nel romanzo, dopo aver trascorso due inverni bloccati nel ghiaccio a causa delle incaute scelte di navigazione dello scomparso esploratore, il capitano Crozier compie la difficile scelta di abbandonare le navi e di guidare a sud i sopravvissuti. Dopo essere miracolosamente sopravvissuto ad una trappola tesa da alcuni ammutinati, Crozier rimane separato dal resto dell'equipaggio: nel romanzo si immagina per lui una sorte completamente diversa ed inattesa, rispetto a quella dei suoi uomini.
- dott. Harry Goodsir, ufficiale medico, ben presto rimane l'unico dottore dell'intera spedizione. Dal suo (immaginario) diario personale è tratta la descrizione di molti episodi salienti del romanzo. Nelle ultime fasi della vicenda, dopo aver combattuto disperatamente per la salvezza dei sempre più numerosi ammalati e feriti, il coraggioso dott. Goodsir viene rapito da un gruppo di ammutinati, che per sopravvivere non esitano a cibarsi di cadaveri umani.
- cap. James Fitjames, comandante della Erebus dopo la morte di sir. John. Il giovane ufficiale rimane vittima di un caso di avvelenamento per botulismo, dovuto alla scadente conservazione del cibo inscatolato, presente tra le provviste della nave.
- ten. John Irving, uno degli ufficiali più giovani, ha un ruolo determinante per stabilire un primo contatto con la popolazione indigena, in particolare con una misteriosa ragazza priva di lingua (e per questo da tutti soprannominata Lady Silence), che l'equipaggio raccoglie a bordo della Terror dopo che il padre di lei è stato erroneamente ucciso da uno degli inglesi. Il tenente Irving scoprirà che la donna ha un legame particolare con l'invisibile e mostruosa creatura che insegue l'equipaggio.
- Cornelius Hickey, calafiere della Terror, è uno dei personaggi più negativi del romanzo, elemento chiave per catalizzare il malcontento verso la gerarchia di comando, porterà il suo odio verso gli ufficiali e il suo malcontento fino alle più estreme e tragiche conseguenze.
- Henry Peglar, capo coffa di trinchetto, è al contrario uno dei personaggi più positivi, uomo colto ed intelligente, seppure di umili origini, il cui consiglio e appoggio diventeranno ad un certo punto essenziali per il capitano Crozier.

## Edizioni
- Dan Simmons, La scomparsa dell'Erebus, traduzione di G.L. Staffilano, collana Omnibus, Arnoldo Mondadori Editore, 2008, pp. 787.
- Dan Simmons, The Terror, traduzione di G.L. Staffilano, collana Oscar fantastica, Arnoldo Mondadori Editore, 2018, pp. 790.